# کاتنوود شورز (تگزاس)
کاتنوود شورز، تگزاس(به انگلیسی: Cottonwood Shores, Texas) شهری در ایالت تگزاس از ایالات جنوبی ایالات متحده آمریکا است. در سرشماری سال ۲۰۰۰، جمعیت این شهر ۸۷۷ نفر اعلام شد.